# André Desvages
Pour les articles homonymes, voir Desvages.
André Desvages est un coureur cycliste français, né le 12 mars 1944 à Graye-sur-Mer et mort le 1er juin 2018 à Tours,. Il est sociétaire au club cycliste local du CSM Puteaux.

## Biographie
André Desvages naît le 12 mars 1944 à Graye-sur-Mer (Calvados) dans une famille de cultivateurs.
Son père lui donne tôt le goût des voyages : en 1953, il quitte, avec sa femme et ses deux enfants, la France pour le Canada rejoindre un cousin qui s'y est implanté. L'expérience ne dure qu'un an. La famille a le mal du pays et cherche un nouveau point de chute en France. C'est ainsi que, sans connaître la Touraine, les Desvages se posent à Cerelles, à La Ballière qu'André n'a plus quittée (sauf une installation à Saint-Mars d'Outillé (Sarthe) à la fin des années 1960.
Vient pour lui le temps des études, au lycée Paul-Louis-Courier de Tours, et des choix difficiles : le vélo ou les études. À l'époque, la section « sport-études » n'existe pas. Il choisit le vélo et s'entraîne sur les routes d'Indre-et-Loire au sein de l'Amicale vélocipédique tourangelle sur le vélo de course offert par son père.
En 1964, il est sélectionné pour les Jeux olympiques de Tokyo pour les 100 km en contre-la-montre par équipes. L'équipe de France termine à la sixième place. « C'est, dit-il, une carte de visite extraordinaire pour un sportif, même si à l'époque le sport n'avait pas l'impact et la médiatisation dont il bénéficie aujourd'hui. »
En 1965, il remporte Paris-Troyes, la septième étape de la Course de la Paix, à Bielsko en Tchécoslovaquie, la onzième étape du Tour de l'Avenir, à Ax-les-Thermes en Ariège, et prend avec l'équipe de France la troisième place du championnat du monde sur route du 100 km contre la montre par équipes amateurs.
En 1966, il gagne la huitième étape de la Course de la Paix, un circuit autour de Varsovie. Cette année-là, l'équipe française sélectionnée pour la Course de la Paix, menée par Bernard Guyot, termine quatrième du classement par équipes. 
De 1967 à 1970, il est coureur professionnel, dans les équipes Peugeot-BP-Michelin pendant trois ans et Frimatic-de-Gribaldy la dernière année.
En 1967, il participe au Paris-Nice et arrive premier à Marignane (cinquième étape) et à Antibes (septième étape).
En 1968, il participe au Tour de France et remporte le premier secteur de la cinquième étape, le 1er juillet, entre Rouen et Bagnoles-de-l'Orne. Il est troisième de la deuxième étape secteur b du Tour de l'Oise.
Il participe ensuite à divers critériums avec, entre autres, en 1968, une victoire à Brette-les-Pins (Sarthe), en 1969, une deuxième place à Prat et un troisième place du Prix de Sévignac ; en 1970, il est troisième à Lamballe, deuxième à Saint-Mars-d'Outille et troisième à Isse.
Il devient directeur technique de la toute nouvelle équipe Gitane de 1970 à 1971. En tant que tel, il est le premier à faire signer un contrat professionnel à Bernard Hinault pour une durée de deux ans en 1975.
Il fonde ensuite une Société d'importation de pièces de cycles.
En décembre 2009, il est élu président du Comité départemental du cyclisme d'Indre-et-Loire.

## Palmarès

### Palmarès amateur
- 1963
  -  Contre-la-montre par équipes par équipes des Jeux de l'Amitié (avec Lucien Aimar, Paul Lemeteyer et Gouverneur)
  - Grand Prix de Tours
  - 2e de Paris-Vendôme
- 1964
  - 2e étape du Tour de l'Yonne
  - 3e de Paris-Rouen
- 1965
  - Paris-Égreville
  - Paris-Troyes
  - 1re étape du Tour des Bouches-du-Rhône
  - 7e étape de la Course de la Paix
  - 11e étape du Tour de l'Avenir
  - 1reb et 6e étapes du Circuit des mines
  - 2e étape de Paris-Saint-Pourçain
  - 2e du championnat de France sur route amateurs
  - 3e du Circuit des Deux Ponts
  - 3e du championnat de France des sociétés
  -  Médaillé de bronze du championnat du monde du contre-la-montre par équipes amateurs
- 1966
  - 3e étape du Tour des Bouches-du-Rhône
  - 8e étape de la Course de la Paix
  - 2e du championnat d'Île-de-France sur route
  - 2e du Prix de la Saint-Laurent
  - 3e du Tour du Loir-et-Cher

### Palmarès professionnel
- 1967
  - 5e et 7e étapes de Paris-Nice
- 1968
  - 5e étape (a) du Tour de France

## Résultats sur les grands tours

### Tour de France
1 participation
- 1968 : abandon, vainqueur de la 5e étape (a).

### Tour d'Espagne
1 participation
- 1969 : abandon